# Hengelo-Interstadial
| Glaziale/ Interglaziale | Stadiale/ Interstadiale | Zeitraum (v. Chr.) |
| ----------------------- | ----------------------- | ------------------ |
| Weichsel- Spätglazial   |                         |                    |
| Jüngere Dryaszeit       | 10.730–09.700           |                    |
| Alleröd-Interstadial    | 11.400–10.730           |                    |
| Ältere Dryaszeit        | 11.590–11.400           |                    |
| Bölling-Interstadial    | 11.720–11.590           |                    |
| Älteste Dryaszeit       | 11.850–11.720           |                    |
| Meiendorf-Interstadial  | 12.500–11.850           |                    |
| Weichsel- Hochglazial   |                         |                    |
| Mecklenburg-Phase       | 15.000–13.000           |                    |
| Pommern-Phase           | 18.200–15.000           |                    |
| Lascaux-Interstadial    | 19.000–18.200           |                    |
| Laugerie-Interstadial   | 21.500–20.000           |                    |
| Frankfurt-Phase         | 22.000–20.000           |                    |
| Brandenburg-Phase       | 24.000–22.000           |                    |
| Tursac-Interstadial     | 27.000–25.500           |                    |
| Maisières-Interstadial  | 30.500–29.500           |                    |
| Denekamp-Interstadial   | 34.000–30.500           |                    |
| Huneborg-Stadial        | 39.400–34.000           |                    |
| Hengelo-Interstadial    | 41.300–39.400           |                    |
| Moershoofd-Interstadial | 48.700                  |                    |
| Glinde-Interstadial     | 51.500                  |                    |
| Ebersdorf-Stadial       | 53.500                  |                    |
| Oerel-Interstadial      | 57.700                  |                    |
| Weichsel- Frühglazial   |                         |                    |
| Schalkholz-Stadial      | 60.000                  |                    |
| Odderade-Interstadial   | 74.000                  |                    |
| Rederstall-Stadial      | ?                       |                    |
| Brörup-Interstadial     | ?                       |                    |
| Amersfoort-Interstadial | ?                       |                    |
| Herning-Stadial         | 115.000                 |                    |
| Eem-Warmzeit            |                         |                    |
|                         | 126.000                 |                    |

Das Hengelo-Interstadial bezeichnet einer Reihe von Zwischenerwärmungen vor den letzten starken Eisvorstößen des Weichsel-Hauptglazials zwischen 40'400 - 39'460 calBC.

## Namensgebung und Begriffsgeschichte
Die Erstbeschreibung des Hengelo-Interstadials erfolgte im Jahre 1967 durch Thomas van der Hammen u. a. Benannt wurde es nach seiner Typlokalität, dem Becken von Hengelo in den östlichen Niederlanden.

## Stratigraphie
Das Hengelo-Interstadial folgt auf das dem  Moershoofd-Interstadial zwischengeschaltete Hasselo-Stadial und wird seinerseits vom Huneborg-Stadial und dem anschließenden Denekamp-Interstadial abgelöst. Es gehört zum Marinen Isotopenstadium 3 und korreliert mit dem Dansgaard-Oeschger-Ereignis DO11.

## Geologie und Palynologie
Das Profil an der Typlokalität zeigt eine humose Schluffmudde in einer Lehmschicht des oberen Mittelweichsels. Zagwijn unternahm 1974 eine genauere Beschreibung, die er mit Pollendiagrammen abstützte. Generell herrschen in den Pollendiagrammen Cyperaceae weit vor, jedoch weist ein deutlicher Gipfel von (Zwerg-)Birke (Betula nana) auf eine vorübergehende Strauchphase in der damals baumlosen Tundra.
Vergleichbare organogene Ablagerungen aus dieser Zeit sind an mehreren Lokalitäten in den Niederlanden nachgewiesen worden. Da diese Profile jedoch pollenanalytisch nicht eindeutig charakterisiert werden können, müssen sie folglich mittels Radiokarbondatierungen korreliert werden. Auch in Nachbarländern werden mittlerweile organische Lagen mit passenden Radiokohlenstoffaltern dem Hengelo-Interstadial zugeschlagen.

## Datierung

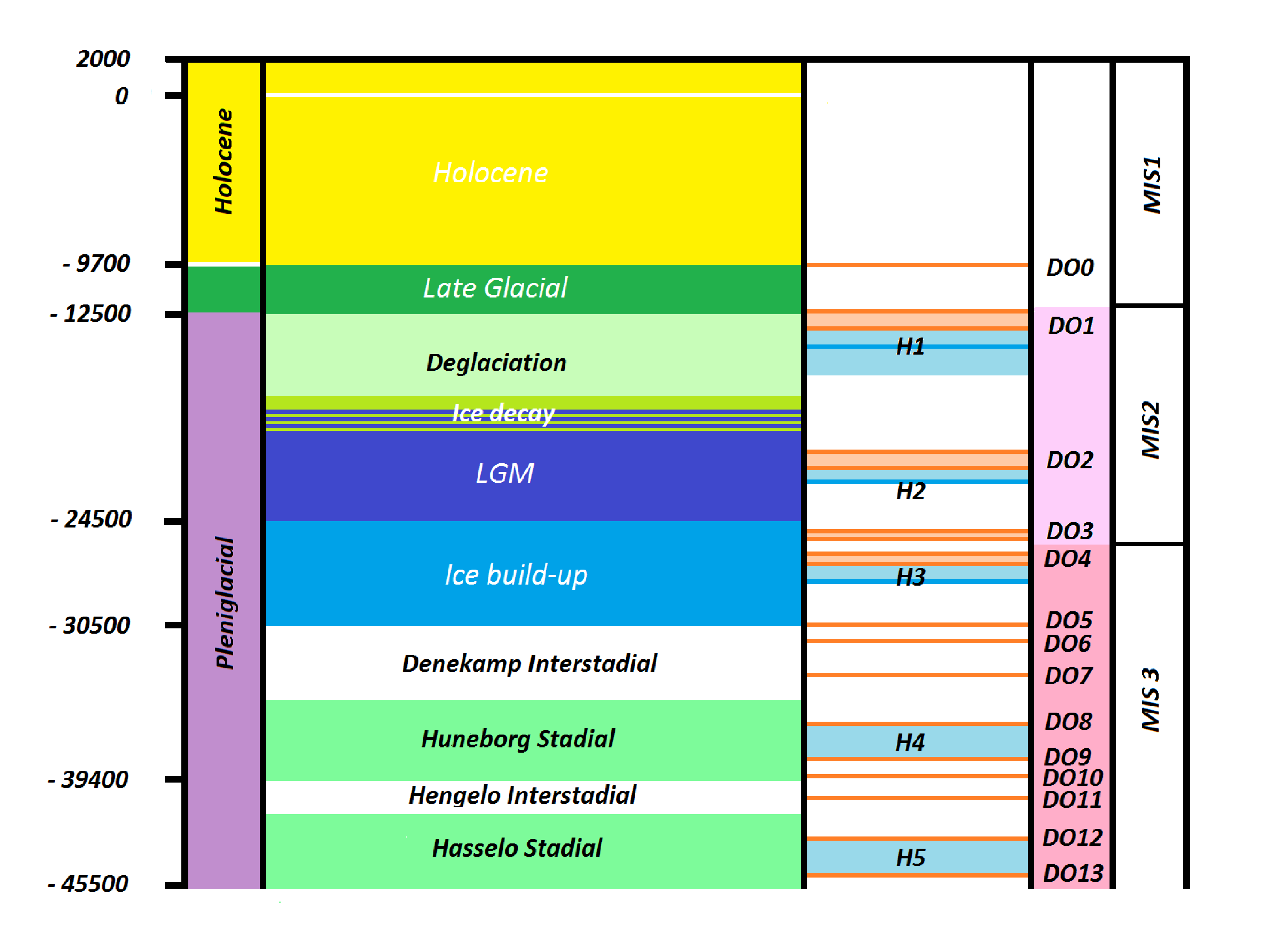
Zeitliche Stellung des Hengelo-Interstadials

Für den Beginn des Hengelo-Interstadials haben van der Hammen u. a. (1967) ein konventionelles 14C-Alter von 38.700 ± 400 Jahren v.h. erbracht; kalibriert (mit CalPal) entspricht dies 41.142 ± 611 Jahre v. Chr. Nach weiteren Radiokohlenstoffdatierungen anderer Autoren wurde das Hengelo-Interstadial mittlerweile auf den Zeitraum 36.000 bis 39.000 Radiokohlenstoffjahre v.h. bzw. auf 39.404 bis 41.306 Jahre v. Chr. eingeengt. Jedoch ist eine eindeutige Abgrenzung nach unten und oben im MIS 3 nicht gegeben.
Neuerdings sehen Wolfgang Weißmüller und andere Autoren den Schwerpunkt des Hengelo-Interstadials im älteren Dansgaard-Oeschger-Ereignis DO 12 und setzen daher den Beginn wesentlich früher mit 43.000 Radiokohlenstoffjahren bzw. 44.682 Jahren v. Chr. fest. Das eingangs definierte Hengelo-Interstadial bezeichnet Weißmüller jetzt als W II/III-2-Interstadial. Valoch (1996) fand in Bohunice bei Brno für den Beginn des Hengelo-Interstadials 42.900 Radiokohlenstoffjahre oder kalibriert 44.381 Jahre v. Chr. und Haesaerts in Willendorf II 41.700 Radiokohlenstoffjahre bzw. 43.203 v. Chr.

## Kritische Betrachtung

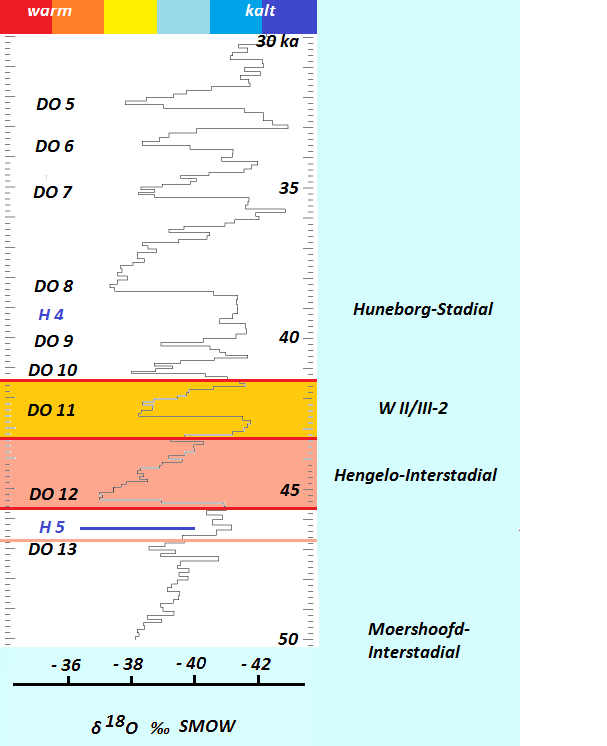
Das Hengelo-Interstadial im zeitlichen Rahmen 30 bis 50 ka

Mittelweichsel-Vorkommen sind in den Niederlanden nicht nur im Hengelo-Becken anzutreffen. Die für sie ermittelten Radiokarbondaten streuen weit, häufen sich aber dennoch zwischen 36.000 und 39.000 Radiokohlenstoffjahren v.h. (siehe Ran 1990). Die Vorkommen enthalten aber nur selten reine Torfe. Vandenberghe und van Huissteden (1985) nehmen an, dass die humosen Lagen dieser Vorkommen keine eigentlichen Interstadiale darstellen, sondern vielmehr Ausdruck zeitweilig besserer und lokal begrenzter edaphischer Bedingungen waren.

## Kulturelle Entwicklung
Während des Hengelo-Interstadials entfalteten sich das Bohunicien und das Szeletien, Übergangsindustrien von der Mittleren Altsteinzeit zur Jüngeren Altsteinzeit.